# Лотте-готель (Москва)
55°45′04″ пн. ш. 37°35′03″ сх. д. / 55.751111111111° пн. ш. 37.584166666667° сх. д.
Лотте Готель Москва — готель розташований у центрі Москви на розі Нового Арбату і Новинського бульвару, був відкритий у вересні 2010 року. Готель належить південнокорейської готельної мережі Lotte Hotels & Resorts.
Лотте Готель Москва є першим корейським готелем у Росії та першим закордонним проектом азійського конгломерату Lotte Group.
Адреса: Москва, Новинський бульвар, д. 8, стор. 2. Найближча станція метро: Смоленська.